# Аррайя, Пабло
Пабло Аррайя (исп. Pablo Arraya; род. 21 октября 1961, Кордова, Аргентина) — перуанский теннисист и теннисный тренер, брат Лауры Аррайи. Победитель одного турнира Гран-при в одиночном и одного в парном разряде, игрок сборной Перу в Кубке Дэвиса.

## Игровая карьера
Пабло Аррайя родился в Аргентине, но уже в детстве перебрался с семьёй в Перу. В теннис начал играть с девяти лет, а уже в 18-летнем возрасте дебютировал в составе сборной Перу в Кубке Дэвиса в матче с командой Уругвая. Обе своих встречи в этом матче он проиграл, но в дальнейшем стал постоянным игроком в составе сборной, за 10 сезонов проведя в её составе 26 игр (по 11 побед и поражений в одиночном разряде и четыре поражения в парах).
Начав профессиональную теннисную карьеру в 1981 году, осенью того же года в Мадриде Аррайя впервые пробился в финал турнира Гран-при. Лучшим в его индивидуальной карьере стал 1983 год, когда перуанец завоевал титулы на турнирах Гран-при как в одиночном разряде, так и в парах. Эти результаты, а также выход в третий круг Открытого чемпионата Франции, позволили Аррайе подняться на высшие в карьере места в рейтинге АТР к лету следующего года. Он оставался в сотне сильнейших теннисистов мира до 1987 года. В 1989 году Аррайя со сборной Перу дошёл до плей-офф Мировой группы Кубка Дэвиса, проиграв там австралийцам. В 1992 году, в свой последний сезон в ранге теннисиста-профессионала, он принял участие в Олимпийских играх в Барселоне, но выбыл из борьбы уже в первом круге.

## Положение в рейтинге в конце сезона
| Год              | 1982 | 1983 | 1984 | 1985 | 1986 | 1987 | 1988 | 1989 | 1990 | 1991 | 1992 |
| ---------------- | ---- | ---- | ---- | ---- | ---- | ---- | ---- | ---- | ---- | ---- | ---- |
| Одиночный разряд | 36   | 39   | 58   | 88   | 60   | 132  | 169  | 312  | 157  | 121  | 174  |
| Парный разряд    |      |      | 126  | 260  | 307  | 256  | 107  | 390  | 298  | 154  | 329  |

## Финалы турниров Гран-при и АТР за карьеру

### Одиночный разряд (1-4)
| Результат | №  | Дата             | Турнир          | Покрытие | Соперник в финале  | Счёт в финале |
| --------- | -- | ---------------- | --------------- | -------- | ------------------ | ------------- |
| Поражение | 1. | 4 октября 1981   | Мадрид, Испания | Грунт    | Иван Лендл         | 3-6, 2-6, 2-6 |
| Поражение | 2. | 26 сентября 1982 | Бордо, Франция  | Грунт    | Ханс Гильдемайстер | 5-7, 1-6      |
| Победа    | 1. | 25 сентября 1983 | Бордо           | Грунт    | Хуан Агилера       | 7-5, 7-5      |
| Поражение | 3. | 27 ноября 1983   | Тулуза, Франция | Ковёр(i) | Хайнц Гюнтхардт    | 0-6, 2-6      |
| Поражение | 4. | 5 октября 1986   | Палермо, Италия | Грунт    | Ульф Стенлунд      | 2-6, 3-6      |

### Парный разряд (1-3)
| Результат | №  | Дата             | Турнир                               | Покрытие | Партнёр         | Соперники в финале             | Счёт в финале |
| --------- | -- | ---------------- | ------------------------------------ | -------- | --------------- | ------------------------------ | ------------- |
| Поражение | 1. | 2 августа 1982   | Норт-Конвей, Нью-Гэмпшир, США        | Грунт    | Эрик Фромм      | Шервуд Стюарт Ферди Тайган     | 2-6, 6-7      |
| Победа    | 1. | 18 сентября 1983 | Палермо, Италия                      | Грунт    | Хосе Луис Клерк | Тиан Вильюн Дани Виссер        | 1-6, 6-4, 6-4 |
| Поражение | 2. | 19 июня 1988     | Афины, Греция                        | Грунт    | Карел Новачек   | Рикард Берг Пер Хенрикссон     | 4-6, 5-7      |
| Поражение | 3. | 4 августа 1991   | Открытый чемпионат Австрии, Кицбюэль | Грунт    | Дмитрий Поляков | Томас Карбонель Франсиско Ройг | 7-6, 2-6, 4-6 |

## Дальнейшая карьера
По окончании игровой карьеры Пабло Аррайя работает тренером. Вместе с сестрой Лаурой он руководит теннисной академией в Ки-Бискейне (Флорида), носящей их фамилию. Аррайя также ведёт теннисные репортажи на телевидении Перу и участвует в турнирах ветеранов.
В начале 2015 года Аррайя был назначен капитаном сборной Перу в Кубке Дэвиса, сменив на этом посту Луиса Орну . Под его руководством сборная Перу победила соперников из  Уругвая, Мексики и Венесуэлы и вернулась в I Американскую группу Кубка Дэвиса.